# Tiger (Georgia)
Tiger es un pueblo ubicado en el condado de Rabun en el estado estadounidense de Georgia. En el censo de 2000, su población era de 316.

## Demografía
En el 2000 la renta per cápita promedia del hogar era de $27,875, y el ingreso promedio para una familia era de $31,563. El ingreso per cápita para la localidad era de $15,453. Los hombres tenían un ingreso per cápita de $26,875 contra $21,250 para las mujeres.

## Geografía
Tiger se encuentra ubicado en las coordenadas 34°50′47″N 83°26′3″O / 34.84639, -83.43417 (34.846374, -83.434181).
Según la Oficina del Censo, la localidad tiene un área total de 2,1 km² (0,8 mi²), de la cual 2,1 km² (0,8 mi²) es tierra y 0 km² (0 mi²) (0.00%) es agua.